# NoCopyrightSounds
NoCopyrightSounds(약칭: NCS)는 영국에 기반을 둔 음악 단체다. 저작권이 없는 음악을 출시하는 오픈소스 음반사 중 탑 원이며 사운드클라우드, trap nation과 어깨를 나란히 둘 정도로 유명하다. 유튜브 채널로 활동을 시작했고, 2022년 8월 기준으로 3300만 명의 구독자를 보유하고 있다.

## 히스토리
NCS는 2011년 빌리 우드포드(Billy Woodford)라는 창립자인 "열렬한 게이머(avid gamer)"가 유튜브(YouTube) 채널로 시작했다. 이 레이블은 포브스에 의해 "콘텐츠 소유자에게 정당한 신용을 돌려주는 한 인디 제작자가 음악을 자유롭게 사용하고 수익을 창출 할 수 있게 해주는 YouTube 최초의 레이블"이라고 기술되어 있다.
2017년에 NCS는 음악을 무료로 릴리스 했음에도 불구하고 디지털 다운로드 판매량이 백만회를 돌파했다. 레이블 매니저인 다니엘 리는 "프리믹스 모델의 서비스와 유사하게 NCS는 음악을 무료로 즐길 수있는 옵션을 제공하지만 동시에 팬들이 유료 서비스를 통해 음악을 지원할 수 있게 해준다"고 밝혔다. Woodford는 "유료 다운로드가 1 백만 건에 이르렀으며, NCS가 수년 동안 축적 해 온 성장과 강점을 잘 알고 있습니다."라고 말했다. 그는 또한 "새로운 음원에 대한 수요 크리에이터의 음악은 매일 엄청난 양으로 늘고 있다. " 고 밝혔다.
2018년 2월 기준으로 유튜브 채널에서의 구독자 수는 1,500만명이 넘는다.
2020년 8월 기준으로 유튜브 채널에서의 구독자 수는 2,700만명이 넘는다.
2021년 8월 기준으로 유튜브 채널에서의 구독자 수는 3,100만명이 넘는다.
2021년 11월 기준 원래 있었던 Alan Walker의 노래 3곡이 해당 채널에서 비공개 처리되어 총 조회수가 약 10억 정도 하락하였다.(alan walker 와의 계약이 해지된 것으로 보인다)
2024년 6월 지오메트리 대시와 협업하여 게임에서 1200개가 넘는 NCS곡을 사용할 수 있게 되었다.

## 대표적인 음악
- Symbolism(Electro-Light)
- Fade(Alan Walker)[17]
- Spectre(Alan Walker)[18]
- Puzzle(RetroVision)
- Blank(Disfigure)
- Invincible(Deaf Kev)
- My Heart(Different Heaven)
- Heroes Tonight(Janji)
- High(JPB)
- On & On(Cartoon)
- Hope(Tobu)
- Cloud 9(Tobu)
- Sky High(Elektronomia)
- Where We Started(Lost Sky)
- Feel Good(Syn Cole)
- Cradles(Urban)
- Shine(Spektrem)
- Superhero(Unknown Brain)

## 주의사항
NoCopyrightSounds에서 제공하는 음악은 개인 소장용으로 다운 받거나(단, 배포 금지) 개인 동영상 제작자가(예를 들어 유튜브, 트위치, 아프리카TV, 네이버 블로그 등) 사용하는 경우에 한해 출처 표기 후 무료로 사용할 수 있다. 텔레비전 프로그램의 배경 음악이나 리듬 게임 수록곡 같은 상업적 용도로 사용할 때는 상업적 용도의 추가 라이센스가 있어야 한다.

## 같이 보기
- 사운드클라우드
- 스포티파이